# یان کاپلیتسکی
یان کاپلیتسکی (زاده ۱۸ آوریل ۱۹۳۷) (به چکی: Jan Kaplický) در شهر پراگ در چکسلواکی، معمار شناخته‌شده چکی بود که بخش مهمی از زندگی‌اش را در بریتانیا گذراند. او در ۱۴ ژانویه ۲۰۰۹ در پراگ درگذشت.

## کودکی و اوایل زندگی
یان کاپلیکی ، تنها فرزند یک مجسمه ساز و یک تصویرگر گیاه شناسی ،  در 18 آوریل 1937 در پراگ ، چکسلواکی متولد شد و در حومه شهر پراگ به نام اورکوکا بزرگ شد.
بین سالهای 1956 و 1962 وی در کالج هنرهای کاربردی و معماری و طراحی (VSUP) در پراگ تحصیل کرد و دیپلم معماری دریافت کرد. او بین سالهای 1964 و 1968 در چکسلواکی در یک عمل خصوصی کار می کرد. در پی بهار پراگ ، حمله شوروی به چکسلواکی ، وی در سپتامبر 1968 به همراه معمار همکار خود ، یاروسلاو وکون ، تنها 100 دلار آمریکا و چند جفت جوراب به لندن فرار کرد. در سال 1969 در لندن او دوباره با اوا جیژینا که او را در پراگ می شناخت آشنا شد و سپس دوست دختر او شد.

## حرفه
در انگلستان ، کاپلیکی در ابتدا برای دنی لاسدون و شرکا (1961–1971) کار کرد ، سپس در دفتر رنزو پیانو و ریچارد راجرز (1971–1973) استخدام شد ، جایی که وی در زمینه ساخت DRU در خیابان آیبروک لندن کار کرد و بعداً به با پیوستن به تیمی با بیش از 30 تیم ، طراحی مرکز ژرژ پمپیدو (ساخته شده در سال 1971–1977) را در پاریس توسعه دهید. هنگامی که این تمرین به پاریس نقل مکان کرد ، او دیگر قادر به پیگیری نبود زیرا در آن زمان هنوز پاسپورت انگلیس نداشت. بعد از کار با جرینکا ، و گذراندن مدتی کوتاه در اسپنسر و وبستر، همکاران (1974-1975)، او فاستر همکاران، در حال حاضر فاستر و همکاران (1979-1983) پیوست.
در همان زمان ، در سال 1979 ، Kaplický اتاق فکر معماری خود را به نام Future Systems با دیوید نیکسون تأسیس کرد و شروع به توسعه یک سبک معماری کرد که فرم های ارگانیک را با آینده گرایی با تکنولوژی بالا ترکیب می کرد. از جمله نقشه هایی که او ساخته است ، سازه هایی هستند که به دور زمین ساخته شده توسط روبات ها ساخته شده اند ، خانه های آخر هفته شبیه کپسول های زنده ماندن که می توانند با هلی کوپتر منتقل شوند و فضای داخلی خانه که قابل دستکاری است. در دهه 1980 طراحی وی برای ساختمانهای بزرگ در میدان ترافالگار لندن ، یک ساختار مونوکوک بصورت آزاد بود که توسط سوراخهای سوراخ شده بود. این بنا به دلیل بازسازی متعارف نمای ادواردین از دست رفت. کاپلیکی در سال 2005 به BusinessWeek گفت: "کجا نوشته شده که ساختمانها باید جعبه باشند؟ مردم جعبه نیستند."
| عکس                                 | اطلاعات                                                                              | جایزه‌ها |
| ----------------------------------- | ------------------------------------------------------------------------------------ | --- |
| Hauer-King House                    | خانه شاه هاور کننبوری، لندن، انگلیس سال ۱۹۹۴ ساخته‌شد.                                | - First Prize, Aluminium Imagination Award (1995) - Geoffrey Gribble Memorial Conservation Award (1995) - جایزه سیویک تراست (۱۹۹۶) |
| West India Quay Bridge              | پل وست‌ایندیاکوای داکلندز، لندن، انگلیس ۱۹۹۶ ساخته‌شد.                                 | - جایزه صنعت ساختمان بریتانیا (۱۹۹۸) - جایزه سیویک تراست (۱۹۹۸) - جایزه ریبا (۱۹۹۸) |
| Media Centre, Lord's Cricket Ground | مرکز رسانه‌ای (جایگاه خبرنگاران)، زمین کریکت لورد لندن، انگلیس ۱۹۹۹ ساخته‌شد.          | - BIAT Award for Technical Excellence (1999) - جایزه صنعت ساختمان بریتانیا (۱۹۹۹) - First Prize, Aluminium Imagination Award (1999) - جایزه ریبا سترلینگ (۱۹۹۹) - جایزه سیویک تراست (۲۰۰۰) - جایزه جهانی معماری (۲۰۰۱)                                                        |
| Selfridges Building                 | ساختمان سلف‌ریجز بول رینگ، بیرمنگام، انگلیس ۲۰۰۳ ساخته‌شد.                             | - جایزه سیویک تراست (۲۰۰۴) - Destination of the Year, Retail Week Awards (2004) - موسسه مهندسان عمران (۲۰۰۴) - برنده نهایی، جایزه انجمن بتن (۲۰۰۴) - جایزه معماری ریبا (۲۰۰۴) - Royal Fine Art Commission Trust, Retail Innovation (2004) - جایزه طراحی فولاد ساختمانی (۲۰۰۴) |
|                                     | ایستگاه مترو ناپل ناپل، ایتالیا جایزه کمیسیون ۲۰۰۳.                                  | |
|                                     | موزه فراری مودنا، ایتالیا ۲۰۱۲ ساخته‌شد.                                              | |
|                                     | کتاب‌خانه ملی جمهوری چک پراگ، جمهوری چک جایزه کمیسیون ۲۰۰۷، پروژه در سال ۲۰۰۸ لغو شد. | |
|                                     | تالار کنگره و کنسرت چسکی بودویتس (بودویتس)، جمهوری چک جایزه کمیسیون ۲۰۰۸.            | |

## مطالعه بیشتر

### گزارش‌ها
- Kaplicky brings his vision of the future to Detroit, Great Lakes Fabricators & Erectors Association, 16 March 2000, archived from the original on 23 November 2009, retrieved 2007-04-01.
- Cohen, Edie (1 April 2001), Marni à la mode: Future Systems creates a model for Marni's retail presence, starting with a shop in London, Interior Design, archived from the original on 11 June 2008, retrieved 2009-10-09.
- Welsh, Susan (1 April 2003), For future generations (Selfridges Building, Birmingham), Interior Design, archived from the original on 28 September 2007, retrieved 2007-04-01.
- Relph-Knight, Lynda (4th quarter 2004), Future perfect, Design Indaba, archived from the original on 23 December 2004, retrieved 2007-04-01 {{citation}}: Check date values in: |date= (help).
- Profil – Jan Kaplický, Česká televize, 14 March 2005, retrieved 2007-04-01 (in Czech).
- Willoughby, Ian (7 December 2004), World renowned Czech Architect Jan Kaplicky subject of new documentary, Radio Prague, retrieved 2007-04-01.
- Willoughby, Ian (14 December 2004), Jan Kaplicky – A Czech architect turning "Future Systems" into reality, Radio Prague, retrieved 2007-04-01.
- Lacayo, Richard (27 February 2007), "Thinking way out of the box", Time, archived from the original on 16 April 2012, retrieved 2009-10-09.
- Jan Kaplicky's British studio to build new Czech National Library, ČeskéNoviny.cz, 2 March 2007, retrieved 2007-04-01.
- Alda, Kristina (5 March 2007), "Bold National Library design wins praise, raises eyebrows", Prague Daily Monitor, archived from the original on 29 January 2009, retrieved 2009-10-09.
- Balínová, Hela (14 March 2007), "National Library design draws ire: Kaplický's 'octopus' building is part of a community strategy", The Prague Post, archived from the original on 29 January 2008, retrieved 18 April 2012 {{citation}}: Unknown parameter |coauthors= ignored (|author= suggested) (help).
- Jan Kaplicky renowned as author of unusual controversial projects, ČeskéNoviny.cz, 15 January 2009, retrieved 2009-01-17.
- Rose, Steve (15 January 2009), "Jan Kaplický's death leaves the world of architecture a far duller place: Kaplický's commitment to radical futuristic design meant that his buildings were too ahead of their time for all but the most far-sighted clients", The Guardian, retrieved 2009-10-09.
- "Czech architect Kaplicky dies hours after wife gives birth: Jan Kaplicky, the Czech-born architect who died late on Wednesday, had won praise abroad for his organic, flowing building designs, but rowed with Czech politicians over his latest project", The Daily Telegraph, 16 January 2009, retrieved 2009-10-09.
- Heathcote, Edwin (16 January 2009), "Design maverick who put morals before money", Financial Times, retrieved 2009-10-09.
- Arifa Akbar (16 January 2009), "Architect dies hours after his wife gives birth: Tributes paid to Jan Kaplicky, designer behind string of futuristic landmarks", The Independent, retrieved 2009-10-09.

### کتاب‌ها
- پاولی, مارتین (1993), سیستم‌های آینده: داستان فردا, لندن: فایدون, ISBN 0714827673 (pbk.) {{citation}}: Check |isbn= value: invalid character (help)
- Kaplický, Jan (1996), فقط برای الهام, Chichester: Academy Editions, ISBN 1854904787 (pbk.) {{citation}}: Check |isbn= value: invalid character (help)
- Pawley, مارتین (1997), Hauer-King House: Future Systems, لندن: فایدون, ISBN 0714836303 (pbk.) {{citation}}: Check |isbn= value: invalid character (help)
- Kaplický, Jan (1999), More for Inspiration Only, Chichester: Academy Editions, ISBN 0471987700
- Field, Marcus (1999), Future Systems, London: Phaidon, ISBN 0714838314
- Future Systems (2001), Unique Building (Lord's Media Centre), Chichester: Wiley Academy, ISBN 0471985120 (pbk.) {{citation}}: Check |isbn= value: invalid character (help)
- Kaplický, Jan (2001), Looking Back in Envy: 20th Century Art and Design Revisited (Architectural Design), Chichester: Wiley Academy, ISBN 0470842288 (pbk.) {{citation}}: Check |isbn= value: invalid character (help)
- Kaplický, Jan (2002), Confessions, Chichester: Wiley-Academy, ISBN 0471495417 (pbk.) {{citation}}: Check |isbn= value: invalid character (help)
- Tichá, Jana (2002), Future Systems, Prague: Zlatý řez, ISBN 8090156266 {{citation}}: Unknown parameter |coauthors= ignored (|author= suggested) (help)
- Kaplický, Jan (2005), Česká inspirace - Czech inspiration, Prague: Fraktály Publishers, ISBN 8086627098 {{citation}}: Unknown parameter |coauthors= ignored (|author= suggested) (help)
- Sudjic, Deyan (2006), Future Systems, London: Phaidon, ISBN 0714844691
- Sudjic, Deyan (2010), Jan Kaplický – His Own Way, Praha: DOX Centre for Contemporary Art, ISBN 978-80-904213-9-4 {{citation}}: Unknown parameter |coauthors= ignored (|author= suggested) (help)